# MISSA (Dir en grey)
MISSA is het eerste mini-album van Dir en grey en werd nog door een kleine productiestudio in elkaar gezet. Dit album bracht sterke nummers voort die nog niet al te donker en chaotisch waren.
Tijdens deze periode was de band ook nog erg bezig met visual kei.

## Inhoud
1. "霧と繭" (kiri to mayu) - 5:08
2. "「S」" - 3:32
3. "Erode" - 6:30
4. "蒼い月" (aoi tsuki) - 5:06
5. "GARDEN" - 5:27
6. "秒「」深" (byou 「」 shin) - 5:39

## Artiesten
- Kyo - Zang
- Toshiya - bassist
- Kaoru - gitarist
- Die - gitarist
- Shinya - Drummer